# 1690'erne f.Kr.
Århundreder: 18. århundrede f.Kr. – 17. århundrede f.Kr. – 16. århundrede f.Kr.
Årtier: 1740'erne f.Kr. 1730'erne f.Kr. 1720'erne f.Kr. 1710'erne f.Kr. 1700'erne f.Kr. – 1690'erne f.Kr. – 1680'erne f.Kr. 1670'erne f.Kr. 1660'erne f.Kr. 1650'erne f.Kr. 1640'erne f.Kr.
Årstal: 1699 f.Kr. 1698 f.Kr. 1697 f.Kr. 1696 f.Kr. 1695 f.Kr. 1694 f.Kr. 1693 f.Kr. 1692 f.Kr. 1691 f.Kr. 1690 f.Kr.

## Hændelser
- 1700–1500 f.Kr. — Hurriske erobringer.
- Lila-Ir-Tash regererer Elam (ca. 1700–ca. 1698 f.Kr.).
- Temti-Agun I regererer Elam (ca. 1698–ca. 1690 f.Kr.).
- Jødernes udvandring fra Ægypten, ifølge Thrasyllus af Mendes, en matematiker og astronom fra Alexanria der levede under Tiberius regering (ca. 1691 f.Kr.).
- Tan-Uli regerere Elam (ca. 1690–ca. 1655 f.Kr.).
- Belu-bani er konge af Assyrien (1700–1691 f.Kr.).
- Libaia er konge af Assyrien (1690–1674 f.Kr.).
- 1691 f.Kr. 11. juni — Saros måneformørkelse 32 påbegyndes.[1]

## Dødsfald
- 1695 f.Kr. 11. juni — Abrahams kone Sarah, ifølge den jødiske kalender